# Cornelia Barns
Cornelia Baxter Barns (1888-1941) fue una dibujante política, feminista y socialista.

## Biografía
Cornelia Barns nació el 25 de septiembre de 1888 en Flushing, Nueva York,  la mayor de los hijos del matrimonio de Charles Edward Barns y Mabel Balston Barns. Charles Barns inicialmente estudió derecho, pero luego se pasó a las ciencias antes de comenzar su carrera como periodista en el New York Herald. Mientras vivieron en Nueva York, también ganó reputación como escritora y poeta. Hacia 1910 la familia se mudó a Filadelfia, donde Charles Barns se estableció como director de teatro, y Cornelia estudió arte.

## Artista

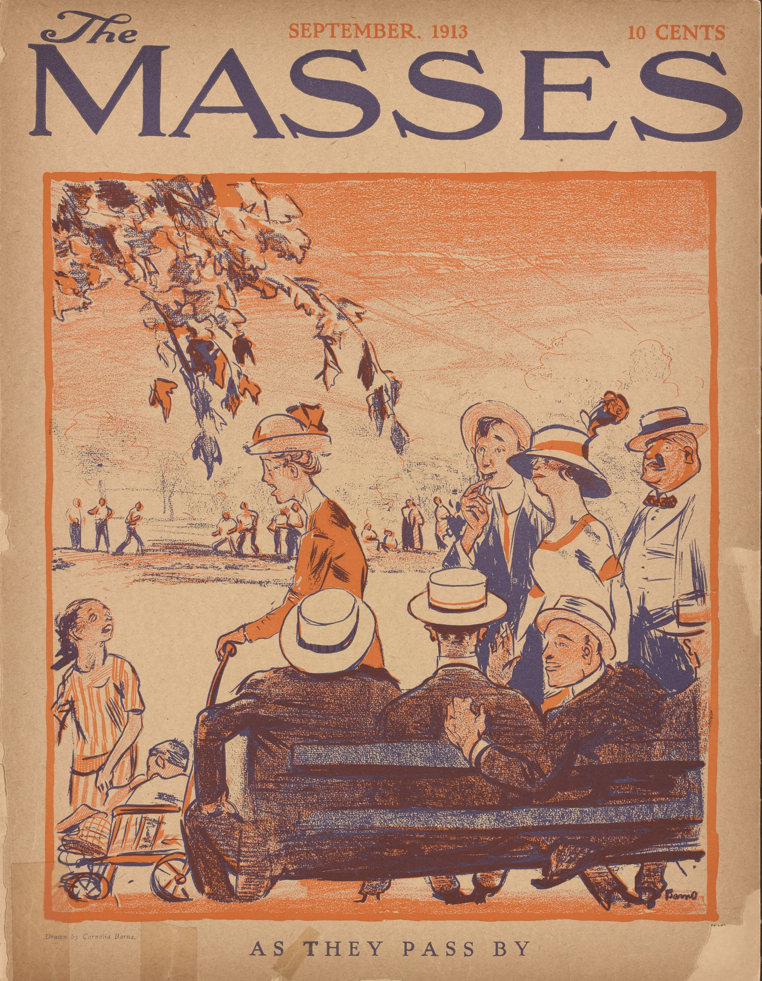
"As They Pass By," cubierta por Cornelia Barns. The Masses, septiembre de 1913.

Cornelia Barns se matriculó en la Academia de Pensilvania de Bellas Artes en 1906, donde fue discípula de William Merritt Chase y John Henry Twachtman. Se la vinculó con Robert Henri y su Escuela Ashcan. Su trabajo fue honrado con dos becas Cresson Traveling Scholarships, gracias a las cuales realizó su primer viaje a Europa en 1910 y facilitaron un segundo en 1913. Expuso en la Academia de Pensilvania de Bellas Artes,  y hacia 1910 estaba listada como pintora en la American Art Annual.  La pareja tuvo un hijo en Filadelfia y se cree que pasaron unos años en Nueva York.
El estilo artístico de Cornelia Barns se basaba en líneas pesadas de crayón y un estilo distintivo de cómic en sus retratos del privilegio social, la dominación masculina y la inocencia de la niñez.
Max Eastman, editor de la revista The Masses, escribió:
"Los dibujos de Art Young y Cornelia Barns y William Gropper eran de naturaleza intrínsecamente cómica. Las leyendas eran innecesarias, o al menos suplementarias– a menudo, de hecho, las agregaban los editores en la oficina."
"American Salon of Humorists" fue una exposición realizada en Nueva York en 1915, y Cornelia Barns fue una de las veintitrés artistas que se presentaron.

## Sufragio y socialismo: los años en Nueva York

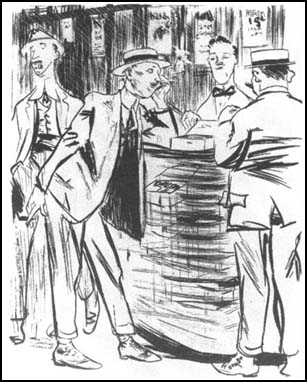
Historieta de Cornelia Barns. "United We Stand: Anti-Suffrage Meeting," noviembre de 1914. Publicado en The Masses.

De 1913 a 1917 Barns fue colaboradora frecuente de The Masses, una revista socialista que atrajo un talentoso grupo de escritores y artistas. Por tres años, Barns trabajó en su comité editorial. Como la historiadora del arte Rebecca Zurier comentó,
"Lo más cercano a una declaración feminista por parte de una editora de Masses aparece en las historietas de Cornelia Barns, que evitó cualquier análisis social serio."
Cuando se suspendió la publicación de The Masses tras un cambio de gobierno, una nueva revista, The Liberator, fue fundada por Max Eastman y Crystal Eastman. Cornelia comenzó a colaborar en ella, junto a sus colegas Robert Minor, Boardman Robinson y Art Young. En 1926, un grupo de artistas que quiso resucitar a The Masses fundaron The New Masses, una revista polémica vinculada con el Partido Comunista que estuvo vigente hasta 1946. Una vez más, Cornelia Barns figuraba como colaboradora.
En estos periódicos socialistas, muchas historietas de Cornelia Barns abarcaban el tema del sufragio femenino y la igualdad de género. También publicó historietas en revistas sufragistas como la neoyorquina Woman Voter y la revista del Partido Nacional de las Mujeres.
En 1918, en su segundo año de publicación, Cornelia Barns y Lou Rogers fueron nombrados editores de arte para la revista de Margaret Sanger Birth Control Review. Allí publicó algunas de sus posturas más feministas. Su primera contribución se llamó "We Accuse Society!", en la que se ve una mujer visiblemente embarazada y con muchos niños junto a un marido que parece apoyarla, ineficazmente.

## California
Debido a problemas de salud, en 1917 Cornelia Barns se mudó a California con su marido, Arthur S. Garbett, y su pequeño hijo. Buscando oportunidades de trabajo, luego se mudaron a Berkeley. Garbett se convirtió en director de programación de una radio, teniendo un programa propio. También trabajó como crítico musical para un diario de San Francisco.  Cornelia Barns trabajó principalmente ilustrando, con dibujos y cubiertas para la revista Sunset, el Oakland Post Enquirer y el New York World, entre otros. Garbett y Barns se retiraron a Los Gatos, California, poco antes de que Cornelia muriera de tuberculosis en noviembre de 1941.

## Galería
|                             |
| Portada de The Masses, 1917 |

|                                                                          |
| Portada de Birth Control Review, 1918: "La nueva votante en el trabajo". |

|                                       |
| Portada de Liberator, 1919: "Huelga!" |

|                                                                                          |
| Ilustración en Liberator, 1919: "Tonterías, querida, están mejor alimentados que nunca". |